# Amir Issaa
Amir Issaa, connu sous le nom de Amir, né le 10 décembre 1979 à Rome, est un rappeur italien. Amir commence à travailler sur son premier album solo en 2005, intitulé Uomo di prestigio. Il suit d'un deuxième album studio, Vita di prestigio, suivi par d'autres albums, Paura di nessuno, Amir 2.0 et Pronto al peggio.

## Biographie
Amir est né le 10 décembre 1979 à Rome d'un père égyptien et d'une mère italienne. Jeune, il grandit dans le quartier de Torpignattara. Amir s'intéresse à la culture hip-hop dans les années 1990, d'abord comme auditeur puis participe comme auteur-compositeur dans un groupe local appelé The Riot Vandals, originaire lui aussi de Rome. Après plusieurs auto-productions et collaborations avec les plus grands noms de la scène rap italien, dont l'album Natural enregistré avec Mr. Phil et publié en 2004, Amir commence à travailler sur son premier album solo en 2005, intitulé Uomo di prestigio, produit par le label indépendant canadien Prestigio Records, et publié par EMI/Virgin Records en juillet 2006 ; l'album est précédé par la chanson Shimi.
En 2007, il revient avec un deuxième album studio, Vita di prestigio, suivi par d'autres albums, Paura di nessuno, Amir 2.0 et Pronto al peggio. En 2011, il fonde un label indépendant auquel il publie l'album Grandezza naturale, et compose durant la même année, la bande originale pour le film Scialla! (Stai sereno) de Francesco Bruni. En 2013, il publie une chanson intitulée Foreigner in My Country.

## Discographie

### Albums studio
- 2004 - Naturale avec Mr. Phil
- 2005 - Uomo di prestigio
- 2007 - Vita di prestigio
- 2008 - Paura di nessuno
- 2009 - Amir 2.0
- 2010 - Pronto al peggio
- 2011 - Red Carpet Music
- 2012 - Grandezza naturale
- 2014 – Ius Music
- 2019 – Livin' Proof

### Album collaboratif
- 2001 - Meglio tardi che mai (2 Buoni Motivi) (avec 2 Buoni Motivi)

#### Mixtape
- 2006 – Prestigio Click Bang vol. 1 (avec Santo Trafficante)
- 2008 – Prestigio Click Bang vol. 2 (avec Santo Trafficante)
- 2010 – Radio inossidabile vol. 1
- 2011 – Radio inossidabile vol. 2
- 2015 – Radio inossidabile vol. 3